# كالوم إلدير
كالوم إلدير (بالإنجليزية: Callum Elder)‏ (27 يناير 1995 بسيدني في أستراليا - ) هو لاعب كرة قدم أسترالي في مركز الدفاع. شارك مع منتخب أستراليا تحت 20 سنة لكرة القدم. أما مع النوادي، فقد لعب مع ليستر سيتي ونادي مانسفيلد تاون ونادي بيتربورو يونايتد.

## وصلات خارجية
- كالوم إلدير على موقع قاعدة بيانات كرة القدم.إي يو (الإنجليزية)
- كالوم إلدير على موقع Soccerbase.com (لاعب) (الإنجليزية)
- كالوم إلدير على موقع Soccerway.com (الإنجليزية)
- كالوم إلدير على موقع AS.com (الإسبانية)